# James Hough
James Hough (6 de agosto de 1945) é um físico britânico e líder internacional na pesquisa sobre ondas gravitacionais.
Foi eleito membro da Royal Society em 2003.
Recebeu a Medalha e Prêmio Duddel de 2004. Recebeu a Medalha de Ouro da Royal Astronomical Society de 2018.